# Сельское поселение Старый Маклауш
Се́льское поселе́ние Старый Маклауш — муниципальное образование в Клявлинском районе Самарской области Российской Федерации.
Административный центр — село Старый Маклауш.

## Население
| 2010  | 2012  | 2013  | 2014  | 2015  | 2016  | 2017  |
| ----- | ----- | ----- | ----- | ----- | ----- | ----- |
| 1150  | ↘1135 | ↘1113 | ↘1093 | ↘1079 | ↘1061 | ↘1051 |
| 2018  | 2019  | 2020  | 2021  |       |       |       |
| ↘1048 | ↘1026 | ↘1012 | ↘946  |       |       |       |

## Состав сельского поселения
| № | Населённый пункт    | Тип населённого пункта       | Население |
| - | ------------------- | ---------------------------- | --------- |
| 1 | Елизаветинка        | деревня                      | ↗63       |
| 2 | Иваново-Подбельское | деревня                      | ↗386      |
| 3 | ЛПДС Елизаветинка   | посёлок                      | ↘0        |
| 4 | Маклауш             | железнодорожный разъезд      | ↘1        |
| 5 | Новый Казбулат      | деревня                      | ↘11       |
| 6 | Петровка            | деревня                      | ↗277      |
| 7 | Старый Маклауш      | село, административный центр | ↘256      |